# Бобровський Тимур Анатолійович
Тимур Анатолійович Бобровський (нар. 16 грудня 1964, м. Київ) — український археолог, спелеолог, епіграфіст, пам'яткоохоронець. Кандидат історичних наук (1995). Заслужений працівник культури України (2012—2015).

## Життєпис
Тимур Бобровський народився 16 грудня 1964 року у місті Києві.
Закінчив історичний факультет Київського державного університету імені Тараса Шевченка (1990).
У складі спелео-археологічного гуртка під керівництвом Олександра Авагяна від 1978 року брав участь у розкопках давньокиївських пам'яток — Ближніх печер Києво-Печерської лаври, залишків церкви Богородиці Пирогощої на Подолі та храму на горі Щекавиця, руїн Печерської брами на території сучасного Майдану Незалежності, відкритті та дослідженні Смородинської печери на Лук’янівці тощо.
У 1984—1985 роках проходив службу в армії. Працював старшим лаборантом Подільської постійно діючої експедиції Інституту археології НАН України (1985—1990), керівником сектору спелео-археологічних досліджень відділу «Київ-підземний» Музею історії міста Києва (1991—2003), завідувачем відділу археологічної спадщини (2003—2009), заступника директора інституту з наукової роботи (2009—2013) Науково-дослідного інституту пам'яткоохоронних досліджень Міністерства культури України, завідувач сектору археологічних досліджень Національного заповідника «Софія Київська» (2013—2015).
У 2005—2007 роках спільно з Катериною Чуєвою відкрив та дослідив унікальну пам'ятку середньовічної архітектури — печерну церкву зі збереженим фресковим ансамблем ХІІІ ст. на Загайтанській скелі у місті Інкерман АРК; 2010—2012 роках спільно з Ларисою Сєдіковою здійснив розробку повного пакету номінаційної документації на пам'ятку «Херсонес Таврійський», за яким у 2013 році цей об'єкт було включено до Списку всесвітньої спадщини.
Спільно з співробітниками Інституту археології НАН України здійснив розкопки у садибі Софійського собору у місті Києві. Під час досліджень були частково розчищені фундаменти церкви ХІ ст. (можливо, літописного храму св. Ірини) та виявлені невідомі раніше середньовічні підземні споруди, вивчення яких триває.
Автор понад 120 наукових праць, у тому числі 1 авторської та 7 колективних монографій.